# Zingaro (cheval)
Pour les articles homonymes, voir Zingaro.
Zingaro (1982 - décembre 1998) est un étalon noir de race Frison, d'origine belge, connu pour avoir donné son nom au théâtre équestre de Bartabas. Il participe à tous ses spectacles de la troupe, dont il est devenu l’emblème, jusqu'à sa mort en 1998. 

## Histoire
D'après Homéric, Zingaro naît en 1982, en Belgique ; Jérôme Garcin précise qu'il appartenait à un marchand de chevaux bruxellois du nom de Alex Wilm. Il attire l'attention du dresseur de chevaux Bartabas, qui ne possède pas encore à l'époque son théâtre équestre, et envisage une carrière dans la tauromachie. Son nom signifie « bohémien » ou « tzigane ». Le poulain passe ses deux premières années près des arènes de Madrid, puis arrive en France. Il rejoint ensuite le cirque Aligre, dont il accompagne la roulotte sur les routes d'Europe.
Bartabas commence une carrière dans le spectacle équestre avec son jeune cheval, qu'il dresse à feindre l'attaque, en chargeant, en découvrant les dents, et en pinçant son maître, jusqu'à poser ses sabots antérieurs sur le parapet. Ce spectacle rencontre rapidement le succès, et Zingaro devient l’emblème du théâtre équestre de Bartabas, qui porte désormais son nom. Il joue de nombreux rôles et, preuve du respect que Bartabas lui porte, n'est jamais monté en spectacle,.
Zingaro joue dans environ 2 000 représentations, dans toute l'Europe puis aux États-Unis. Le dernier spectacle auquel il participe est Eclipse, au terme duquel il se tient assis, seul, au centre de la piste circulaire. D'après Bartabas, Zingaro a suggéré lui-même cette scène.
En octobre 1998, Zingaro souffre de coliques lors de la tournée américaine d'Eclipse. Bartabas le conduit dans une clinique vétérinaire du New Jersey, où il est soigné durant deux mois, avec trois opérations. Il meurt peu avant le retour de Bartabas dans le New Jersey, début décembre 1998. Début 1999, sa mort est annoncée dans un document cartonné, avec son portrait réalisé par Ernest Pignon-Ernest.

## Description
Zingaro est un étalon Frison de grande taille, portant une robe noire zain, c'est-à-dire sans aucune marque blanche. Il est réputé pour son élégance. 

## Postérité
De son vivant, le cheval Zingaro était déjà autant sinon plus célèbre que son cavalier et propriétaire. La relation entre le cheval et Bartabas, construite pendant 15 ans, est citée en exemple de complicité entre l'humain et l'animal. Il est le seul cheval de la troupe Zingaro à n'avoir connu que l'activité de théâtre équestre, et dont Bartabas a été l'unique propriétaire et cavalier.
Après sa mort, en 1999, Bartabas met tous les autres chevaux qui composent sa troupe en retraite anticipée.